# Werner Strohmaier
Werner Strohmaier (* 11. April 1942 in Unterhaag) ist ein österreichischer Politiker (FPÖ) und Gastwirt. Strohmaier war von 1989 bis 1994 und von 1999 bis 2004 Abgeordneter zum Vorarlberger Landtag sowie von 1995 bis 2010 Bürgermeister der Gemeinde Mittelberg im Kleinwalsertal.

## Leben und Wirken
Werner Strohmaier wurde am 11. April 1942 als Sohn des Land- und Gastwirts Friedrich Strohmaier und dessen Frau Ludmilla in Unterhaag in der Steiermark geboren. Nach dem Besuch der Volksschule in Oberhaag und der Hauptschule in Arnfels absolvierte er eine Lehre als Metzger, die er 1959 mit der Gesellenprüfung abschloss. Anschließend arbeitete er bis 1963 als Metzgergeselle in seinem Lehrbetrieb, ehe er die Hotelfachschule in Bad Gleichenberg besuchte. Nachdem er im Jahr 1966 von der Hotelfachschule abgegangen war, arbeitete Strohmaier in der Folge als Oberkellner in einem Gastwirtschaftsbetrieb im Kleinen Walsertal in Vorarlberg. 1970 übernahm er in Mittelberg einen eigenen Pachtbetrieb und führte bis 1979 eine Hotelpension. Im Jahr 1979 eröffnete er schließlich seine eigene Hotelpension mit dem Namen „Widdersteinblick“.
Werner Strohmaier hat zwei Söhne und eine Tochter. Der ältere Sohn ist der Skispringer Oliver Strohmaier.
Nachdem Werner Strohmaier 1974 in die Freiheitliche Partei Österreichs eingetreten war, wurde er 1975 Ersatzmitglied der Gemeindevertretung seiner Wahlheimat Mittelberg. Im Anschluss daran wurde er 1980 zum ordentlichen Mitglied der Gemeindevertretung und 1995 zum Bürgermeister der Gemeinde Mittelberg gewählt.
Am 24. Oktober 1989 wurde Werner Strohmaier erstmals als Abgeordneter des Wahlbezirks Bregenz im Vorarlberger Landtag angelobt. Nach dieser Legislaturperiode schied Strohmaier am 3. Oktober 1994 vorläufig wieder aus dem Landtag aus, wurde aber bei der Landtagswahl 1999 erneut in den Landtag gewählt. Am 4. Oktober 2004 endete die Legislaturperiode des 27. Vorarlberger Landtags, womit auch Strohmaiers Tätigkeit als Landtagsabgeordneter endete. Bürgermeister seiner Heimatgemeinde Mittelberg blieb er noch bis zur Gemeindevertretungs- und Bürgermeisterwahl 2010, bei der er vom ÖVP-Kandidaten Andi Haid mit 31 % zu 56 % geschlagen wurde. Aktuell ist Werner Strohmaier für den Ring Freiheitlicher Wirtschaftstreibender Kammerrat in der Wirtschaftskammer Vorarlberg.

## Auszeichnungen
- Goldenes Abzeichen der Vorarlberger Wirtschaftskammer (ca. 2005)
- Großes Verdienstzeichen des Landes Vorarlberg (2010)